# Marpissa obtusa
Marpissa obtusa là một loài nhện trong họ Salticidae.
Loài này thuộc chi Marpissa. Marpissa obtusa được R. W. Barnes miêu tả năm 1958.